# Vranić (Barajevo)
Pour les articles homonymes, voir Vranić.
Vranić (en serbe cyrillique : Вранић) est une localité de Serbie située dans la municipalité de Barajevo et sur le territoire de la ville de Belgrade. Au recensement de 2011, elle comptait 4 233 habitants,.

## Géographie

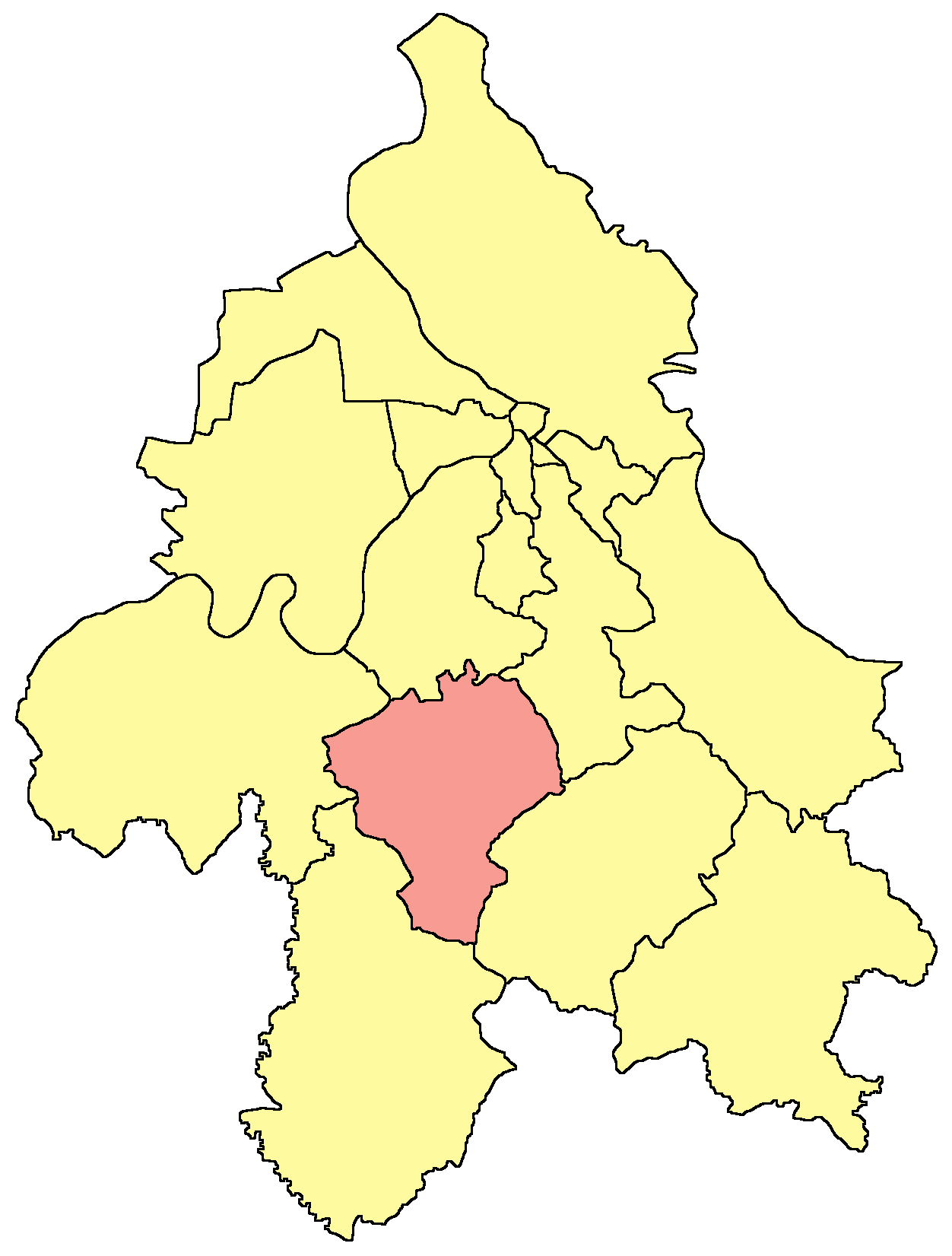
Localisation de la municipalité de Barajevo dans la ville de Belgrade

Vranić est situé dans les faubourgs de Belgrade, à 2 km à l'est de l'Ibarska magistrala (« la route de l'Ibar »), à proximité de la forêt de Lipovica.
La localité est entourée par les localités suivantes :
| Jasenak (municipalité d'Obrenovac)  |        | Meljak     |
| Draževac (municipalité d'Obrenovac) | Vranić | Baćevac    |
| Baljevac (municipalité d'Obrenovac) |        | Šiljakovac |

## Histoire
L'église en bois des Quarante-Martyrs, à Vranić, date de 1823 et figure sur la liste des monuments culturels de grande importance de la république de Serbie (n° d'identifiant SK 62) ainsi que sur la liste des biens culturels de la ville de Belgrade, ; le village abrite aussi une école élémentaire, qui remonte au début du XXe siècle, elle aussi classée (n° d'identifiant SK 138).
Vranić faisait autrefois partie de la municipalité d'Umka qui fut dissoute en 1960 et partagée entre les municipalités de Čukarica et de Barajevo.
C'est une localité rurale, mais grâce à la proximité de la route, elle connaît une forte croissance démographique (3 288 habitants en 1991). De ce fait, Vranić est devenue la localité la plus peuplée de la municipalité après Barajevo. Avec cette croissance, Vranić a développé plusieurs sous-localités comme Rašića Kraj et Taraiš.

## Démographie

### Évolution historique de la population
| 1948  | 1953  | 1961  | 1971  | 1981  | 1991  | 2002  | 2011   |
| ----- | ----- | ----- | ----- | ----- | ----- | ----- | ------ |
| 2 991 | 3 051 | 2 868 | 2 625 | 3 044 | 3 288 | 3 899 | 4 233, |

|  |

### Données de 2002
Pyramide des âges (2002)
En 2002, l'âge moyen de la population était de 41,1 ans pour les hommes et 42,2 ans pour les femmes.
Répartition de la population par nationalités (2002)
En 2002, les Serbes représentaient 96,28 % de la population.

### Données de 2011
En 2011, l'âge moyen de la population était de 42,8 ans, 41,8 ans pour les hommes et 43,8 ans pour les femmes.

## Éducation
Vranić abrite une école élémentaire (en serbe : Osnovna škola), l'école Pavle Popović ; en plus de l'école mère, elle gère deux annexes, l'une à Meljak et l'autre à Šiljakovac.

## Personnalité
Pavle Popović (milieu du XVIIIe siècle-1816), qui fut un homme politique et un diplomate serbe du Premier soulèvement serbe contre les Ottomans, est mort à Vranić ; sa famille, originaire du Monténégro, était venue s'installer dans le village peu après sa naissance.